# 美洲開發銀行
美洲開發銀行（英語：Inter-American Development Bank，縮寫IDB），又称泛美开发银行，中文简称美开行或泛美行，是美国和拉丁美洲19个国家于1959年12月30日成立的多边开发银行，总部设于华盛顿。
美洲开发银行有四种官方语言：英语，法语，葡萄牙语和西班牙语。其他三种语言的官方名称如下：
| 语言     | 名称                                     |
| -------- | ---------------------------------------- |
| 法语     | Banque interaméricaine de développement; |
| 葡萄牙語 | Banco Interamericano de Desenvolvimento  |
| 西班牙语 | Banco Interamericano de Desarrollo       |

在三种语言中，银行首字母缩略词都使用“BID”。

## 历史

### 成员国
截至2009年，该组织共有48个成员
- 美洲（28个）

阿根廷、巴巴多斯、巴哈马、巴拉圭、巴拿马、巴西、秘鲁、玻利维亚、多米尼加、厄瓜多尔、哥伦比亚、哥斯达黎加、圭亚那、海地、洪都拉斯、墨西哥、尼加拉瓜、萨尔瓦多、苏里南、特立尼达和多巴哥、危地马拉、委内瑞拉、乌拉圭、牙买加、智利、伯利兹、加拿大、美国
- 欧洲（16个）

奥地利、比利时、丹麦、德国、法国、芬兰、荷兰、挪威、葡萄牙、瑞典、瑞士、西班牙、意大利、英国、克罗地亚和斯洛文尼亚。
- 亚洲（4个）

日本、以色列、韩国、中華人民共和国

### 理事长
| 姓名                      | 任期      |
| ------------------------- | --------- |
| Felipe Herrera            | 1960–1970 |
| Antonio Ortiz Mena        | 1971–1988 |
| Enrique V. Iglesias       | 1988–2005 |
| Luis Alberto Moreno       | 2005–2020 |
| Mauricio Claver-Carone    | 2020–2022 |
| Reina Irene Mejía（代理） | 2022      |
| 伊兰·戈德法恩             | 2022–至今 |

## 治理
美洲开发银行由其理事会管理，该理事会由48名成员组成，每年定期举行一次会议。
从美洲开发银行借款的主要为发展中国家，由于每个成员的投票权由其持股决定，发展中国家控制着本行的大多数决策机构。美国持有该银行30％的股份，而拉丁美洲和加勒比地区的国家合计占50.02％，而另外20％来自欧洲，美国可以否决决定。

## 批评
BIC声称，由美洲开发银行资助的行动可能对当地环境和土著人民产生不利影响，违背了美国开发银行宣布的促进社会和经济繁荣的目标。